# Texoma Shore
Texoma Shore —en español: «Orilla de Texoma»— es el undécimo álbum de estudio del cantante estadounidense de música country Blake Shelton. El álbum fue lanzado el 3 de noviembre de 2017 por Warner Bros. Records. Su primer sencillo es «I'll Name the Dogs». Al igual que con sus álbumes anteriores, Scott Hendricks se desempeñó como productor.

## Lista de canciones
| Texoma Shore |                           |                                                |          |  |
| N.º          | Título                    | Escritor(es)                                   | Duración |  |
| 1.           | «I'll Name the Dogs»      | Josh Thompson, Ben Hayslip, Matt Dragstrem     | 3:04     |  |
| 2.           | «At the House»            | Craig Wiseman, Jamie Moore                     | 3:09     |  |
| 3.           | «Beside You Babe»         | Abe Stoklasa, Mark Trussell                    | 2:57     |  |
| 4.           | «Why Me»                  | Ashley Gorley, Ross Copperman, Dallas Davidson | 3:27     |  |
| 5.           | «Money»                   | Wiseman, Ryan Ogren, Nick Bailey               | 3:30     |  |
| 6.           | «Turnin' Me On»           | Jessi Alexander, Josh Osborne, Blake Shelton   | 4:49     |  |
| 7.           | «The Wave»                | Copperman, Osborne                             | 3:50     |  |
| 8.           | «Got the T-Shirt»         | Alexander, Matt Jenkins, Chase McGill          | 3:12     |  |
| 9.           | «Hangover Due»            | Wiseman, Dragstrem                             | 4:03     |  |
| 10.          | «When the Wine Wears Off» | Rhett Akins, Gorley, Copperman                 | 2:55     |  |
| 11.          | «I Lived It»              | Akins, Gorley, Hayslip, Copperman              | 3:39     |  |
| 38:35        |                           |                                                |          |  |

## Posicionamiento en listas
| Listas (2017)                        | Mejor posición |
| ------------------------------------ | -------------- |
| Australian Albums (ARIA)             | 23             |
| Canadá (Billboard Canadian Albums)   | 11             |
| New Zealand Heatseeker Albums (RMNZ) | 4              |
| Estados Unidos (Billboard 200)       | 4              |
| Estados Unidos (Top Country Albums)  | 1              |